# 鲁佩什·库马尔
鲁佩什·库马尔（Rupesh Kumar Kallyad Thazhathe Veetil，1979年8月31日—），印度男子羽毛球运动员。

## 簡歷
2009年7月尾，鲁佩什·库马尔夥拍萨纳维·托马斯出戰紐西蘭羽毛球公開賽男子雙打比賽，在決賽以2比1（21–16, 15–21, 21–13）擊敗日本的橋本博且/平田典靖，贏得冠軍。同年9月尾，他們又合作出戰碧特博格羽毛球公開賽，在決賽以2比1（17–21, 22–20, 24–22）反勝英格蘭的克里斯·爱德考克/安德鲁·埃利斯，贏得年內第二個大獎賽冠軍。

## 主要比賽成績
只列出曾進入準決賽的國際賽事成績：
| 年份   | 賽事                   | 公開賽級別 | 項目     | 拍檔          | 成績   |
| ------ | ---------------------- | ---------- | -------- | ------------- | ------ |
| 2008年 | 保加利亞羽毛球大獎賽   | 大獎賽     | 男子雙打 | 萨纳维·托马斯 | 準決賽 |
| 2008年 | 荷蘭羽毛球大獎賽       | 大獎賽     | 男子雙打 | 萨纳维·托马斯 | 亞軍   |
| 2009年 | 澳洲羽毛球大獎賽       | 大獎賽     | 男子雙打 | 萨纳维·托马斯 | 亞軍   |
| 2009年 | 紐西蘭羽毛球大獎賽     | 大獎賽     | 男子雙打 | 萨纳维·托马斯 | 冠軍   |
| 2009年 | 碧特博格羽毛球大獎賽   | 大獎賽     | 男子雙打 | 萨纳维·托马斯 | 冠軍   |
| 2010年 | 印度羽毛球黃金大獎賽   | 黃金大獎賽 | 男子雙打 | 萨纳维·托马斯 | 亞軍   |
| 2011年 | 印度羽毛球國際挑戰賽   | 國際挑戰賽 | 男子雙打 | 萨纳维·托马斯 | 亞軍   |
| 2012年 | 奧地利羽毛球國際挑戰賽 | 國際挑戰賽 | 男子雙打 | 萨纳维·托马斯 | 冠軍   |
| 2013年 | 巴林羽毛球國際挑戰賽   | 國際挑戰賽 | 男子雙打 | 萨纳维·托马斯 | 冠軍   |

| 2007-2017年 | 首要超級賽 | 超級賽 | 黃金大獎賽 | 大獎賽 | 國際挑戰賽 | 國際系列賽 | 未來系列賽 | 其他 |

| 2018-2026年 | 總決賽 | 超級1000賽 | 超級750賽 | 超級500賽 | 超級300賽 | 超級100賽 | 國際挑戰賽 | 國際系列賽 | 未來系列賽 | 其他 |

### 奧運會和世錦賽參賽紀錄
|          | 搭檔          | 2005 | 2006 | 2007 | 2008 | 2009 | 2010 | 2011 |
| -------- | ------------- | ---- | ---- | ---- | ---- | ---- | ---- | ---- |
| 男子雙打 | 萨纳维·托马斯 | 32強 | 16強 | 32強 | －   | 48強 | 16強 | 32強 |